# Kamus Besar Bahasa Indonesia
Kamus Besar Bahasa Indonesia (KBBI) – słownik języka indonezyjskiego opracowywany przez państwowe gremium Badan Pengembangan dan Pembinaan Bahasa.
Jest następcą Kamus Umum Bahasa Indonesia (W.J.S. Poerwadarminta). Pierwsza edycja (1988) zawierała 62 tys. haseł. W wydaniu drugim z 1991 r. zawarto 72 tys. haseł, w trzecim z 2000 r. – 78 tys., a w czwartym z 2008 r. – 90 tys. Piąta edycja ukazała się w 2016 r. i obejmuje 112 tys. haseł; stała się dostępna także w wydaniu internetowym (kbbi.kemdikbud.go.id). Słownik skupia się na języku formalnym; pomija słowa o podłożu slangowym lub postrzegane jako obce. Stanowi formę kodyfikacji języka indonezyjskiego. Służy jako autorytatywne źródło określające standardowe formy pisowni i definicje wyrazów.
Poszczególne wydania słownika odzwierciedlają dynamiczność zjawisk językowych, jednak prezentują też poglądy autorów w kwestii właściwego posługiwania się językiem narodowym. Normatywny charakter słownika wynika z faktu, że dla znacznej części Indonezyjczyków język indonezyjski nie jest głównym, pierwszym językiem (w pierwszej kolejności posługują się oni językami etnicznymi). Stąd też publikacja ta powstaje w ramach starań o popularyzację dobrej znajomości języka narodowego w różnych zakątkach kraju.
Słownik bywa krytykowany za zbyt selektywny charakter opisu i nieuwzględnianie wyrazów będących w powszechnym obiegu.